# Volvo Car Open 2017 - Qualificazioni singolare
Le qualificazioni del singolare del Volvo Car Open 2017 sono state un torneo di tennis preliminare per accedere alla fase finale della manifestazione. Le vincitrici dell'ultimo turno sono entrate di diritto nel tabellone principale. In caso di ritiro di una o più giocatrici aventi diritto a queste sono subentrate le lucky loser, ossia le giocatrici che hanno perso nell'ultimo turno ma che avevano una classifica più alta rispetto alle altre partecipanti che avevano comunque perso nel turno finale.

## Teste di serie
1. Taylor Townsend (primo turno)
2. Sílvia Soler Espinosa (qualificata)
3. Ana Bogdan (qualificata)
4. Aleksandra Krunić (qualificata)
5. Ons Jabeur (ultimo turno, Lucky loser)
6. Grace Min (ultimo turno, Lucky loser)
7. Verónica Cepede Royg (qualificata)
8. Sachia Vickery (primo turno)

1. Asia Muhammad (qualificata)
2. Lucie Hradecká (primo turno)
3. Samantha Crawford (primo turno)
4. Cindy Burger (primo turno)
5. Teliana Pereira (primo turno)
6. Montserrat González (primo turno)
7. Sesil Karatančeva (ultimo turno)
8. Jil Teichmann (primo turno)

## Qualificate
1. Sofia Kenin
2. Sílvia Soler Espinosa
3. Ana Bogdan
4. Aleksandra Krunić

1. Asia Muhammad
2. Fanny Stollár
3. Verónica Cepede Royg
4. Anastasija Rodionova

### Lucky loser
1. Ons Jabeur

1. Grace Min

## Tabellone

### Legenda
| - Q = Qualificato - WC = Wild card - LL = Lucky loser | - ALT = Alternate - SE = Special Exempt - PR = Protected Ranking | - w/o = Walkover - r = Ritirato - d = Squalificato |

### Sezione 1
|  | Primo turno | Primo turno         | Primo turno     | Primo turno | Primo turno |  |  | Ultimo turno | Ultimo turno | Ultimo turno | Ultimo turno | Ultimo turno |  |
|  |             |                     |                 |             |             |  |  |              |              |              |              |              |  |
|  | 1           | Taylor Townsend     | Taylor Townsend | 4           | 3           |  |  |              |              |              |              |              |  |
|  |             | Sofia Kenin         | Sofia Kenin     | 6           | 6           |  |  | Sofia Kenin  | Sofia Kenin  | Sofia Kenin  | 7            | 6            |  |
|  |             | Fiona Ferro         | 4               | 6           | 7           |  |  | Fiona Ferro  | Fiona Ferro  | Fiona Ferro  | 5            | 2            |  |
|  | 14          | Montserrat González | 6               | 0           | 64          |  |  |              |              |              |              |              |  |

### Sezione 2
|  | Primo turno | Primo turno           | Primo turno           | Primo turno | Primo turno |  |  | Ultimo turno | Ultimo turno          | Ultimo turno          | Ultimo turno | Ultimo turno |  |
|  |             |                       |                       |             |             |  |  |              |                       |                       |              |              |  |
|  | 2           | Sílvia Soler Espinosa | Sílvia Soler Espinosa | 7           | 6           |  |  |              |                       |                       |              |              |  |
|  |             | Jennifer Elie         | Jennifer Elie         | 5           | 1           |  |  | 2            | Sílvia Soler Espinosa | Sílvia Soler Espinosa | 7            | 6            |  |
|  |             | Tena Lukas            | Tena Lukas            | 6           | 6           |  |  |              | Tena Lukas            | Tena Lukas            | 63           | 3            |  |
|  | 11          | Samantha Crawford     | Samantha Crawford     | 1           | 1           |  |  |              |                       |                       |              |              |  |

### Sezione 3
|  | Primo turno | Primo turno        | Primo turno        | Primo turno | Primo turno |  |  | Ultimo turno | Ultimo turno       | Ultimo turno | Ultimo turno | Ultimo turno |  |
|  |             |                    |                    |             |             |  |  |              |                    |              |              |              |  |
|  | 3           | Ana Bogdan         | Ana Bogdan         | 6           | 6           |  |  |              |                    |              |              |              |  |
|  |             | Aleksandra Wozniak | Aleksandra Wozniak | 1           | 0           |  |  | 3            | Ana Bogdan         | 1            | 6            | 6            |  |
|  | PR          | Alexandra Dulgheru | Alexandra Dulgheru | 6           | 6           |  |  | PR           | Alexandra Dulgheru | 6            | 0            | 4            |  |
|  | 10          | Lucie Hradecká     | Lucie Hradecká     | 2           | 3           |  |  |              |                    |              |              |              |  |

### Sezione 4
|  | Primo turno | Primo turno        | Primo turno        | Primo turno | Primo turno |  |  | Ultimo turno | Ultimo turno      | Ultimo turno | Ultimo turno | Ultimo turno |  |
|  |             |                    |                    |             |             |  |  |              |                   |              |              |              |  |
|  | 4           | Aleksandra Krunić  | Aleksandra Krunić  | 6           | 6           |  |  |              |                   |              |              |              |  |
|  |             | Elizabeth Halbauer | Elizabeth Halbauer | 2           | 2           |  |  | 4            | Aleksandra Krunić | 3            | 6            | 7            |  |
|  |             | Jesika Malečková   | 2                  | 6           | 7           |  |  |              | Jesika Malečková  | 6            | 3            | 65           |  |
|  | 12          | Cindy Burger       | 6                  | 4           | 6           |  |  |              |                   |              |              |              |  |

### Sezione 5
|  | Primo turno | Primo turno       | Primo turno       | Primo turno       | Primo turno |  |  | Ultimo turno | Ultimo turno  | Ultimo turno  | Ultimo turno | Ultimo turno |  |
|  |             |                   |                   |                   |             |  |  |              |               |               |              |              |  |
|  | 5           | Ons Jabeur        | Ons Jabeur        | Ons Jabeur        | w/o         |  |  |              |               |               |              |              |  |
|  |             | Andrea Hlaváčková | Andrea Hlaváčková | Andrea Hlaváčková |             |  |  | 5            | Ons Jabeur    | Ons Jabeur    | 4            | 2            |  |
|  |             | Darija Jurak      | Darija Jurak      | 4                 | 0           |  |  | 9            | Asia Muhammad | Asia Muhammad | 6            | 6            |  |
|  | 9           | Asia Muhammad     | Asia Muhammad     | 6                 | 6           |  |  |              |               |               |              |              |  |

### Sezione 6
|  | Primo turno | Primo turno     | Primo turno     | Primo turno | Primo turno |  |  | Ultimo turno  | Ultimo turno  | Ultimo turno | Ultimo turno | Ultimo turno |  |
|  |             |                 |                 |             |             |  |  |               |               |              |              |              |  |
|  | 6           | Grace Min       | Grace Min       | 6           | 7           |  |  |               |               |              |              |              |  |
|  | WC          | Michaela Gordon | Michaela Gordon | 3           | 5           |  |  | Grace Min     | Grace Min     | 6            | 2            | 4            |  |
|  |             | Fanny Stollár   | Fanny Stollár   | 6           | 6           |  |  | Fanny Stollár | Fanny Stollár | 4            | 6            | 6            |  |
|  | 13          | Teliana Pereira | Teliana Pereira | 1           | 0           |  |  |               |               |              |              |              |  |

### Sezione 7
|  | Primo turno | Primo turno          | Primo turno          | Primo turno | Primo turno |  |  | Ultimo turno | Ultimo turno         | Ultimo turno | Ultimo turno | Ultimo turno |  |
|  |             |                      |                      |             |             |  |  |              |                      |              |              |              |  |
|  | 7           | Verónica Cepede Royg | Verónica Cepede Royg | 6           | 6           |  |  |              |                      |              |              |              |  |
|  |             | Caroline Dolehide    | Caroline Dolehide    | 3           | 3           |  |  | 7            | Verónica Cepede Royg | 2            | 7            | 6            |  |
|  |             | Amanda Carreras      | Amanda Carreras      | 7           | 6           |  |  |              | Amanda Carreras      | 6            | 69           | 4            |  |
|  | 16          | Jil Teichmann        | Jil Teichmann        | 5           | 2           |  |  |              |                      |              |              |              |  |

### Sezione 8
|  | Primo turno | Primo turno          | Primo turno          | Primo turno | Primo turno |  |  | Ultimo turno | Ultimo turno         | Ultimo turno         | Ultimo turno | Ultimo turno |  |
|  |             |                      |                      |             |             |  |  |              |                      |                      |              |              |  |
|  | 8           | Sachia Vickery       | Sachia Vickery       | 3           | 3           |  |  |              |                      |                      |              |              |  |
|  |             | Anastasija Rodionova | Anastasija Rodionova | 6           | 6           |  |  |              | Anastasija Rodionova | Anastasija Rodionova | 7            | 6            |  |
|  | WC          | Cameron Morra        | Cameron Morra        | 4           | 3           |  |  | 15           | Sesil Karatančeva    | Sesil Karatančeva    | 5            | 2            |  |
|  | 15          | Sesil Karatančeva    | Sesil Karatančeva    | 6           | 6           |  |  |              |                      |                      |              |              |  |